# Algoritmo de Boor
O algoritmo de Boor permite computar os pontos sobre uma curva B-spline sem conhecer as funções de base B-Spline e utilizando somente interpolações lineares sucessivamente a partir dos pontos de controle dessa curva. Ele pode ser interpretado como uma generalização do Algoritmo de De Casteljau que é utilizado para encontrar os pontos sobre uma curva de Bézier.